# Баландис, Саулюс
Са́улюс Бала́ндис (лит. Saulius Balandis, род. 1963, Вильнюс, Литва) — советский и литовский актёр театра и кино.

## Биография
Саулюс Баландис родился в 1963 году в Вильнюсе.
1981—1985 — учился в Литовской музыкальной академии — мастерская Йонаса Вайткуса (лит. Jonas Vaitkus).
1985—1988 — работал артистом в Каунасском драматическом театре.
С 1988 года — работает актёром в  Национальном академическом драматическом театре Литвы.

## Творчество

### Фильмография
1. 1981 — Американская трагедия — эпизод
2. 1981 — Факт — Винцас, возлюбленный Текле
3. 1982 — Самая длинная соломинка (Pats garākais salmiņš)
4. 1982 — Никколо Паганини (Болгария, СССР)
5. 1982 — Извините, пожалуйста — эпизод
6. 1982 — Богач, бедняк… (Turtuolis, vargšas…; реж.: А. Жебрюнас) — Том Джордах в молодости
7. 1983 — Женщина и четверо её мужчин — Яунелис, младший сын
8. 1984 — Столкновение — Ритас, сын Наримантаса
9. 1985 — Моя маленькая жена (Mano mažytė žmona) — Линас Тамонис
10. 1987 — Фотография с женщиной и диким кабаном — Конрад Улф, сотрудник уголовного розыска
11. 1987 — Стечение обстоятельств (Apstākļu sakritība) — Вернер Бергс
12. 1987 — Воскресный день в аду — Фридрих, адъютант генерала
13. 1988 — Час полнолуния (Mėnulio pilnaties metas; реж.: А. Жебрюнас)
14. 1990 — Райский сад Евы — эпизод
15. 1993 — Паром «Анна Каренина» — парашютист
16. 1993 — Сотворение Адама — Андрей
17. 1999 — В добре и в зле (Na dobre i na zle; Польша) — Виктор Островский
18. 2002 — Литовский транзит
19. 2004 — Совсем один (Vienui vieni; реж. Йонас Вайткус) — Юозас Лукша
20. 2004 — Хранитель времени (The Keeper of Time; США) — Roy
21. 2004 — Кровь Тамплиеров (Das Blut der Templer) — Gottfried
22. 2008 — Фотограф — Юрген, журналист из Берлина
23. 2012 — Мона
24. 2012 — Винный путь (сериал) — Миколас
25. 2013 — Письма Софии — князь Михаил Огинский
26. 2013 — Weekend